# Semotivirus
Семотивирус — единственный род вирусов семейства Belpaoviridae (ранее входившего в семейство Metaviridae). Виды существуют как ретротранспозоны в геноме эукариотического хозяина. Транспозоны BEL/pao встречаются только у животных.

## Виды
Род включает следующие виды:
- Anopheles gambiae Moose virus
- Antheraea semotivirus Tamy
- Ascaris lumbricoides Tas virus
- Bombyx mori Pao virus
- Caenorhabditis elegans Cer13 virus
- Drosophila melanogaster Bel virus
- Drosophila melanogaster Roo virus
- Drosophila semotivirus Max
- Drosophila simulans Ninja virus
- Schistosoma semotivirus Sinbad
- Takifugu rubripes Suzu virus

## Использованная литература
1. ↑  Таксономия вирусов (англ.) на сайте Международного комитета по таксономии вирусов (ICTV).
2. ↑  Krupovic, M (4 апреля 2018). Ortervirales: A new viral order unifying five families of reverse-transcribing viruses. Journal of Virology. 92 (12). doi:10.1128/JVI.00515-18. PMID 29618642.
3. ↑  Virus Taxonomy: 2020 Release. International Committee on Taxonomy of Viruses (ICTV). Дата обращения: 7 июля 2021. Архивировано 20 марта 2020 года.

- Frame IG, Cutfield JF, Poulter RTM (2001) New BEL-like LTR-retrotransposons in Fugu rubripes, Caenorhabditis elegans, and Drosophila melanogaster. Gene 263(1-2):219-230